# Laguna Verde de Chile Chico
La laguna Verde de Chile Chico es un cuerpo de agua superficial léntico perteneciente a la cuenca del río Baker y está ubicado a unos 25 km al oeste de Chile Chico en la Región de Aysén.

## Ubicación y descripción
Está ubicada muy cerca de la orilla del lago General Carrera.

## Población, economía y ecología
SERNATUR la describe como:: 35 
Es una laguna de aguas verdes con características propias de un cráter volcánico, sus aguas son salobres y los lugareños le atribuyen propiedades medicinales. Esta laguna es apreciable del camino que un Chile Chico con Puerto Guadal. Para apreciarla y tomar fotografías, existe un mirador construido por la Compañía Minera que explota yacimientos de oro existentes en las proximidades de este atractivo. En ocasiones se pueden apreciar flamencos rosados en sus orillas